# Kalanchoe uniflora
Kalanchoe uniflora là một loài thực vật có hoa trong họ Crassulaceae. Loài này được (Stapf) Raym.-Hamet miêu tả khoa học đầu tiên năm 1910.